# 陝西日報
陕西日报是中国共产党陕西省委员会的机关报，前身是1940年3月25日在延安创刊的边区群众报。1941年5月13日, 边区群众报成为中共中央西北局机关报。1948年1月10日，边区群众报更名为群众日报，期号与边区群众报衔接。1949年5月20日中共攻佔西安，同年5月27日群众日报 (西安版)创刊号问世。1954年10月16日，因西北大区（大行政区）撤销，报纸更名为陕西日报，成為陕西省委机关报。2012年3月2日, 陕西日报传媒集团成立，下轄陕西日报、三秦都市报、陕西农村报、当代女报、西部法制报、新闻知识和报刊荟萃等五报两刊。

## 外部連結
- 官方网站